# Pterostichus santostamangi
Pterostichus santostamangi is een keversoort uit de familie van de loopkevers (Carabidae). De wetenschappelijke naam van de soort werd voor het eerst geldig gepubliceerd in 2006 door Joachim Schmidt.